# Котляреве
Ко́тляреве — село в Україні, у Шевченківській сільській громаді Миколаївського району Миколаївської області. Населення становить 1602 особи.

## Населення
Згідно з переписом УРСР 1989 року чисельність наявного населення села становила 1581 особа, з яких 726 чоловіків та 855 жінок.
За переписом населення України 2001 року в селі мешкали 1583 особи.

### Мова
Розподіл населення за рідною мовою за даними перепису 2001 року:
| Мова       | Відсоток |
| ---------- | -------- |
| Білоруська | 88,72 %  |
| російська  | 10,61 %  |
| вірменська | 1 %      |
| молдовська | 0,31 %   |
| українська | 0,19 %   |

## Церква
На території села розташована церква УПЦ МП Рівноапостольної княгині Ольги, збудована у 2001 році. Настоятель: ієрей Андрій Стадович.

## Історія
Розрізнені хутори були об'єднані в один в 1919 році білоруським фермером Ярославом Приходьком. Пізніше село було назване на честь українського поета І.Котляревського — Котляреве.
В 1922 р. була створена Котляревсько-Шевченківська сільська рада в с. Котляреве. Першим головою сільради був Трушилов, а секретарем Жидобин. У 1923 році на території сільради проживало 533 осіб населення.
Дослідник та науковий працівник Київського літературно-меморіального музею Максима Рильського знайшов на території поселення революційний артефакт — кістки яким понад 40 мільйонів років.